# Jehannes Ytsma
Jehannes Ytsma (Bergum, 24 april 1957 – Warga, 9 december 2005) was een Nederlandse taalsocioloog, die werkzaam was bij de Fryske Akademy in de Friese hoofdstad Leeuwarden.

## Werk
Ytsma publiceerde in het Fries, het Nederlands en het Engels over de Friese taal in het onderwijs, over twee- en drietalige scholen in het basisonderwijs, over de interactie in meertalige huishoudens, over migratie en de integratie van nieuwkomers, over accenten in het Nederlands, over taal-identiteit, over de vernederlandsing van het Fries, over de taalsociologie in Friesland en over leerprestaties van kinderen in het basisonderwijs. Ytsma promoveerde in 1995 op het proefschrift Frisian as first and second language (Fries als eerste en tweede taal).
Ytsma heeft met zijn werk een belangrijke bijdrage geleverd aan de wetenschappelijke reputatie van de Fryske Akademy. Zowel in Friesland als in Nederland en in het buitenland genoot hij grote bekendheid als dé specialist op het gebied van onderwijs in het Fries. In 2001 haalde hij een internationaal congres over drietaligheid en drietalige taalverwerving naar Friesland. Daarnaast stond hij aan de wieg van het onderzoek naar onderwijseffectiviteit.
Jehannes Ytsma was 48 jaar toen hij in 2005 ten gevolge van een hartaanval overleed.

## Referentie
1. ↑  (fy) Fryske Akademy, 10 december 2005 - Durk Gorter: Dr. Jehannes Ytsma hommels ferstoarn